# Neuaufnahmen in das UNESCO-Kultur- und -Naturerbe 2023
Im Jahr 2023 fanden die im Folgenden in chronologischer Reihenfolge aufgeführten Neuaufnahmen in das UNESCO-Kultur- und -Naturerbe statt.

## Welterbestätten

### Welterbeliste

#### 18. Außerordentliche Tagung
Die 18. außerordentliche Tagung des Welterbekomitees fand am 24. und 25. Januar 2023 im UNESCO-Hauptquartier in Paris statt. In dieser wurden die drei folgenden Kulturerbestätten (K) neu in die Welterbeliste aufgenommen:
| Vertragsstaat(en) | Bezeichnung                                             | Typ | Ref. | Anmerkungen |
| ----------------- | ------------------------------------------------------- | --- | ---- | --- |
| Jemen             | Wahrzeichen des antiken Königreichs Saba, Marib (Lage)  | K   | 1700 | Sieben archäologische Stätten, die vom reichen Königreich Saba und seinen architektonischen, ästhetischen und technologischen Errungenschaften vom ersten Jahrtausend v. Chr. bis zur Ankunft des Islam um 630 n. Chr. zeugen. |
| Libanon           | Internationale Messe „Raschid Karami“ in Tripoli (Lage) | K   | 1702 | Die im Nordlibanon gelegene Internationale Messe Raschid Karami in Tripoli wurde 1962 von dem brasilianischen Architekten Oscar Niemeyer auf einem 70 Hektar großen Gelände zwischen dem historischen Zentrum und dem Hafen von Al Mina entworfen. Das Hauptgebäude der Messe besteht aus einer riesigen überdachten Halle in Form eines Bumerangs von 750 Metern mal 70 Metern, die den Ländern einen flexiblen Raum für Ausstellungen bot. |
| Ukraine           | Historisches Zentrum von Odessa (Lage)                  | K   | 1703 | Das historische Zentrum von Odessa, Teil der 1794 an der Stelle von Khadzhybei gegründeten Schwarzmeerhafenstadt, ist ein dicht bebautes Gebiet, das durch zwei- bis vierstöckige Gebäude und breite, von Bäumen gesäumte, senkrechte Straßen gekennzeichnet ist, die vom raschen Wachstum der Stadt bis ins frühe 20. Jahrhundert zeugen.                                                                                                   |

#### 45. Tagung
Auf der 45. Tagung des Welterbekomitees vom 10. bis 25. September in Riad wurden die folgenden Kulturerbestätten (K) und Naturerbestätten (N) aufgenommen.
| Vertragsstaat(en)                                      | Bezeichnung | Typ | Ref. | Anmerkungen |
| ------------------------------------------------------ | --- | --- | ---- | --- |
| Argentinien                                            | ESMA-Museum und Ort der Erinnerung – ehemaliges geheimes Zentrum für Inhaftierung, Folter und Vernichtung (Lage) | K   | 1681 | |
| Aserbaidschan                                          | Kulturlandschaft des Khinalig-Volkes und „Köç Yolu“-Transhumanzroute (Lage)                                      | K   | 1696 | |
| Äthiopien                                              | Bale-Mountains-Nationalpark (Lage)                                                                               | N   | 111  | Nationalparkgebiet aus einem Landschaftsmosaik von außerordentlicher Schönheit, welches durch das Zusammenwirken alter Lavaströme, der Vergletscherung und der Zerschneidung durch den Großen Grabenbruch entstanden ist. Vulkanische Gipfel und Bergrücken, dramatische Steilhänge, weitläufige Täler, Gletscherseen, üppige Wälder, tiefe Schluchten und zahlreiche Wasserfälle sorgen für eine außergewöhnliche Naturschönheit. Es beherbergt eine vielfältige und einzigartige biologische Vielfalt auf der Ebene der Ökosysteme, der Arten und des Erbguts. Fünf große Flüsse entspringen im Park, die schätzungsweise Millionen von Menschen in Äthiopien und darüber hinaus mit Wasser versorgen und deren Lebensunterhalt sichern. |
| Äthiopien                                              | Kulturlandschaft von Gedeo (Lage)                                                                                | K   | 1641 | Das Gebiet liegt am östlichen Rand des äthiopischen Hauptgrabens, an den steilen Hängen des äthiopischen Hochlands. Es handelt sich um ein agroforstwirtschaftliches Gebiet mit mehrschichtigem Anbau, bei dem große Bäume die einheimische Zierbanane, die wichtigste Nahrungspflanze, beherbergen, unter denen Kaffee und andere Sträucher wachsen. Das Gebiet ist dicht vom Volk der Gedeo besiedelt, deren traditionelles Wissen die lokale Waldbewirtschaftung unterstützt. Innerhalb der bewirtschafteten Berghänge befinden sich heilige Wälder, die von den lokalen Gemeinschaften traditionell für Rituale im Zusammenhang mit der Gedeo-Religion genutzt werden, und entlang der Bergkämme gibt es dichte Ansammlungen von megalithischen Monumenten, die von den Gedeo verehrt und von ihren Ältesten gepflegt werden.               |
| Dänemark                                               | Wikingerzeitliche Ringburgen (Lage)                                                                              | K   | 1660 | Es handelt sich um fünf archäologische Stätten in Aggersborg, Fyrkat, Nonnebakken, Trelleborg und Borgring, die ein System monumentaler ringförmiger Festungen aus der Wikingerzeit bilden. Diese weisen ein einheitliches geometrisches Design auf und wurden zwischen 970 und 980 n. Chr. strategisch günstig in der Nähe wichtiger Land- und Seewege gelegen errichtet, indem sie die natürliche Topografie der sie umgebenden Landschaft zu Verteidigungszwecken nutzten. Sie sind eine symbolische Demonstration der zentralisierten Macht der Jelling-Dynastie und ein Zeugnis der sozio-politischen Veränderungen, die das dänische Reich im späten 10. Jahrhundert durchlief. |
| Deutschland                                            | Jüdisch-Mittelalterliches Erbe in Erfurt (Lage)                                                                  | K   | 1656 | |
| Frankreich                                             | Das Maison Carrée in Nîmes (Lage)                                                                                | K   | 1569 | |
| Frankreich                                             | Vulkane und Wälder des Pelée und die Pitons im Norden von Martinique (Lage)                                      | N   | 1657 | Die globale Bedeutung der Montagne Pelée und der Pitons du Carbet beruht auf der Darstellung der vulkanischen Merkmale, Materialien und Prozesse. Der Ausbruch 1902–1905 gilt als Schlüsselereignis in der Geschichte der Vulkanologie und hatte dramatische Auswirkungen auf die Stadt St. Pierre, was zu einem tragischen Verlust von Menschenleben führte und ein Vermächtnis hinterließ, das Teil der Kultur von Martinique bleibt. Dieses Serienobjekt beherbergt weltweit bedrohte Arten wie den Martinique-Vulkanfrosch (Allobates chalcopis), die Schlange (Erythrolamprus cursor) und den endemischen Braunkopftrupial (Icterus bonana). |
| Griechenland                                           | Zagori-Kulturlandschaft (Lage)                                                                                   | K   | 1695 | |
| Guatemala                                              | Archäologischer Park Tak’alik Ab’aj (Lage)                                                                       | K   | 1663 | Tak'alik Ab'aj ist eine archäologische Stätte an der Pazifikküste von Guatemala. In ihrer 1.700-jährigen Geschichte umfasst sie die Zeitspanne, in welcher der Übergang von der Olmeken- zur frühen Maya-Zivilisation stattfand. Der Ort spielte bei diesem Übergang eine wichtige Rolle, unter anderem weil er für die Fernhandelsroute, die den Isthmus von Tehuantepec im heutigen Mexiko mit dem heutigen El Salvador verband, von entscheidender Bedeutung war. Entlang dieser Route wurden Ideen und Bräuche in großem Umfang ausgetauscht. Heilige Räume und Gebäude wurden nach kosmologischen Grundsätzen angelegt, und es finden sich innovative Wassermanagementsysteme, Keramiken und Steinschneidekunst. |
| Indien                                                 | Shantiniketan (Lage)                                                                                             | K   | 1375 | |
| Indien                                                 | Heilige Ensembles der Hoysalas (Lage)                                                                            | K   | 1670 | |
| Indonesien                                             | Die kosmologische Achse von Yogyakarta und ihre historischen Landmarken (Lage)                                   |     | 1671 | Die zentrale Achse von Yogyakarta wurde im 18. Jahrhundert von Sultan Mangkubumi errichtet und dient seither als Zentrum der Regierung und der javanischen Kulturtraditionen. Die sechs Kilometer lange Nord-Süd-Achse verbindet den Berg Merapi mit dem Indischen Ozean. In ihrer Mitte befindet sich der Kraton (Palast), und im Norden und Süden säumen wichtige Kulturdenkmäler die Achse, die durch Rituale miteinander verbunden sind. Sie verkörpert die wichtigsten Glaubensvorstellungen über den Kosmos in der javanischen Kultur, einschließlich der Markierung der Lebenszyklen. |
| Iran                                                   | Die persische Karawanserei (Lage)                                                                                | K   | 1668 | Die 54 Stätten gelten als die einflussreichsten und wertvollsten Beispiele für die Karawansereien des Irans, die eine große Bandbreite an architektonischen Stilen, Anpassungen an die klimatischen Bedingungen und Baumaterialien zeigen, die sich über Tausende von Kilometern erstrecken und über viele Jahrhunderte hinweg errichtet wurden. |
| Italien                                                | Evaporitischer Karst und Höhlen im Nordappenin (Lage)                                                            | N   | 1692 | |
| Kambodscha                                             | Koh Ker: Archäologische Stätte des antiken Lingapura oder Chok Gargyar (Lage)                                    | K   | 1667 | Die archäologische Stätte von Koh Ker ist ein heiliges städtisches Ensemble aus zahlreichen Tempeln und Heiligtümern mit Skulpturen, Wandmalereien, Inschriften und anderen archäologischen Überresten. Sie wurde über einen Zeitraum von dreiundzwanzig Jahren unter König Jayavarman IV. erbaut und war eine von zwei rivalisierenden Hauptstädten des Khmer-Reiches – die andere war Angkor. Sie war von 928 bis 944 n. Chr. die einzige Hauptstadt und soll auf der Grundlage alter indischer religiöser Konzepte des Universums angelegt worden sein. Die neue Stadt zeichnete sich durch eine unkonventionelle Stadtplanung, künstlerischen Ausdruck und Bautechnik aus, insbesondere durch die Verwendung sehr großer monolithischer Steinblöcke.                                                                                        |
| Kanada                                                 | Kulturlandschaft Tr’ondëk-Klondike (Lage)                                                                        | K   | 1564 | |
| Kanada                                                 | Insel Anticosti (Lage)                                                                                           | N   | 1686 | |
| Republik Kongo                                         | Waldmassiv Odzala-Kokoua (Lage)                                                                                  | N   | 692  | |
| Lettland                                               | Kuldīga / Goldingen in Kurland (Lage)                                                                            | K   | 1658 | Altstadt von Kuldīga |
| Litauen                                                | Das modernistische Kaunas: Architektur des Optimismus, 1919–1939 (Lage)                                          | K   | 1661 | |
| Mongolei                                               | Hirschsteine und zugehörige Stätten der Bronzezeit (Lage)                                                        | K   | 1621 | Diese an den Hängen des Khangai-Rückens in der Zentralmongolei gelegenen Hirschsteine wurden für Zeremonien und Bestattungspraktiken verwendet. Sie stammen aus der Zeit zwischen 1200 und 600 v. Chr., sind bis zu vier Meter hoch und werden als einzeln stehende Steine oder in Gruppen direkt in den Boden eingelassen. Sie befinden sich fast immer in Komplexen, zu denen auch große Grabhügel, Khirgisüürs genannt, und Opferaltäre gehören. Die mit stark stilisierten oder darstellenden Gravuren von Hirschen bedeckten Hirschsteine sind die wichtigsten erhaltenen Strukturen der Kultur der eurasischen Nomaden der Bronzezeit, die sich zwischen dem 2. und 1. Jahrtausend v. Chr. entwickelte und dann langsam verschwand. |
| Niederlande                                            | Eisinga Planetarium in Franeker (Lage)                                                                           | K   | 1683 | |
| Palästina                                              | Das antike Jericho / Tell es-Sultan (Lage)                                                                       | K   | 1687 | |
| Ruanda                                                 | Gedenkstätten des Völkermords: Nyamata, Murambi, Gisozi und Bisesero (Lage)                                      | K   | 1586 | |
| Ruanda                                                 | Nyungwe-Nationalpark (Lage)                                                                                      | N   | 1697 | Dieses Serienobjekt stellt ein wichtiges Gebiet für den Schutz des Regenwaldes in Zentralafrika dar. Das Gebiet beherbergt intakte Wälder, Moore, Dickichte und Grasland, die Lebensraum für eine äußerst vielfältige Flora und Fauna bieten. Der Nationalpark beherbergt auch die bedeutendsten natürlichen Lebensräume für eine Reihe von Arten, die nirgendwo sonst auf der Welt zu finden sind, darunter der weltweit bedrohte Ostafrikanische Schimpanse (Pan troglodytes schweinfurthii), die Goldmeerkatze (Cercopithecus mitis ssp. kandti) und die vom Aussterben bedrohte Hochland-Hufeisennase (Rhinolophus hillorum). Außerdem gibt es 12 Säugetier- und sieben Vogelarten, die weltweit bedroht sind. Mit 317 erfassten Vogelarten ist der Nyungwe-Nationalpark zudem eines der wichtigsten Gebiete für den Vogelschutz in Afrika. |
| Russland                                               | Astronomische Observatorien der Föderalen Universität Kasan (Lage)                                               | K   | 1678 | |
| Saudi-Arabien                                          | Uruq Bani Ma’arid (Lage)                                                                                         | N   | 1699 | Dieses Reservat bietet eine größere biologische Vielfalt als jeder andere Teil der Rub al-Chali und wichtigen Lebensraum für viele endemische Arten und gefährdeter Tiere wie die Arabischen Oryx |
| Spanien                                                | Prähistorische Stätten des Talayotischen Menorca (Lage)                                                          | K   | 1528 | |
| Südkorea                                               | Gaya-Hügelgräber (Lage)                                                                                          | K   | 1666 | Dieses Serienobjekt umfasst archäologische Bestattungsstätten mit Grabhügeln, die der Gaya-Konföderation zugeschrieben werden, die sich im südlichen Teil der koreanischen Halbinsel vom 1. bis zum 6. Jahrhundert n. Chr. entwickelte. Die Bestattungsstätten zeugen durch ihre geografische Verteilung und ihre landschaftlichen Merkmale, die Art der Bestattungen und die Grabbeigaben von dem ausgeprägten politischen System der Gaya-Konföderation, in der die Völker als autonome politische Gleichberechtigte existierten und gleichzeitig kulturelle Gemeinsamkeiten teilten. Die Einführung neuer Grabformen und die Verschärfung der räumlichen Hierarchie in den Grabhügeln spiegeln die strukturellen Veränderungen wider, die die Gesellschaft von Gaya im Laufe ihrer Geschichte erfahren hat.                                  |
| Suriname                                               | Archäologische Stätte Jodensavanne: Siedlung Jodensavanne und Friedhof Cassipora Creek (Lage)                    | K   | 1680 | |
| Tadschikistan                                          | Tugay-Wälder des Tigrowaja-Balka-Naturreservat (Lage)                                                            | N   | 1685 | |
| Thailand                                               | Die antike Stadt Si Thep (Lage)                                                                                  | K   | 1662 | Gemeinschaftliche Anlage aus drei Teilen: einer markanten Doppelstadt mit einer inneren und einer äußeren Stadt, die von Wassergräben umgeben sind, dem massiven antiken Monument Khao Klang Nok und dem antiken Monument Höhlenkloster Khao Thamorrat. Zusammen repräsentieren diese Stätten die Architektur, die künstlerischen Traditionen (als Si Thep School of Art bekannt) und die religiöse Vielfalt des Dvaravati-Reiches, das vom 6. bis zum 10. Jahrhundert in Zentralthailand florierte und Einflüsse aus Indien erkennen ließ. |
| Tschechien                                             | Žatec und die Landschaft des Saazer Hopfens (Lage)                                                               | K   | 1558 | |
| Tunesien                                               | Djerba: Kulturlandschaft, Zeugnis eines Siedlungsmusters auf einem Inselgebiet (Lage)                            | K   | 1640 | |
| Türkei                                                 | Gordion (Lage)                                                                                                   | K   | 1669 | Die archäologische Stätte von Gordion liegt in einer offenen ländlichen Landschaft und ist eine vielschichtige antike Siedlung, die die Überreste der antiken Hauptstadt von Phrygien, einem unabhängigen Königreich der Eisenzeit, umfasst. Zu den wichtigsten Elementen dieser archäologischen Stätte gehören der Zitadellenhügel, die Unterstadt, die äußere Stadt und die Befestigungsanlagen sowie mehrere Grabhügel mit der sie umgebenden Landschaft. Archäologische Ausgrabungen und Forschungen haben eine Fülle von Überresten zutage gefördert, die Bautechniken, räumliche Anordnungen, Verteidigungsstrukturen und Bestattungspraktiken dokumentieren und ein Licht auf die phrygische Kultur und Wirtschaft werfen. |
| Türkei                                                 | Holzsäulenmoscheen des mittelalterlichen Anatolien (Lage)                                                        | K   | 1694 | |
| Vereinigte Staaten                                     | Zeremonielle Erdwerke von Hopewell (Lage)                                                                        | K   | 1689 | |
| Volksrepublik China                                    | Kulturlandschaft der alten Teewälder des Jingmai-Berges in Pu’er (Lage)                                          | K   | 1665 | Diese Kulturlandschaft auf dem Jing-Mai-Berg im Südwesten Chinas wurde über tausend Jahre hinweg von den Blang- und Dai-Völkern nach Praktiken entwickelt, die im 10. Jahrhundert begannen. Das Anbaugebiet mit traditionellen Dörfern in alten Teehainen ist von Wäldern und Teeplantagen umgeben. Der traditionelle Unterbodenanbau alter Teebäume ist eine Methode, die den besonderen Bedingungen des Ökosystems und des subtropischen Monsunklimas des Gebirges Rechnung trägt, kombiniert mit einem Verwaltungssystem, das von den lokalen indigenen Gemeinschaften gepflegt wird. Traditionelle Zeremonien und Feste beziehen sich auf den Glauben, dass die Geister in den Teeplantagen und in der örtlichen Fauna und Flora leben – ein Glaube, der den Kern dieser kulturellen Tradition bildet.                                      |
| transnational: Belgien, Frankreich                     | Grab- und Gedenkstätten des Ersten Weltkriegs (Westfront) ()                                                     | K   | 1567 | Die zahlreichen Gräber und Gedenkstätten des Ersten Weltkriegs wurden als Reaktion auf das ungekannte Ausmaß des Krieges errichtet und zeugen von einer neuen Gedenkkultur, die auch dem Bedürfnis nach individueller Trauer und Erinnerung Rechnung trägt. |
| transnational: Kasachstan, Turkmenistan, Usbekistan    | Winterkalte Wüsten von Turan (Lage)                                                                              | N   | 1693 | Länderübergreifendes Gut aus vierzehn Teilen, die sich in den trockenen Gebieten der gemäßigten Zone Zentralasiens zwischen dem Kaspischen Meer und dem Turanischen Hochgebirge befinden. Das Gebiet unterliegt extremen klimatischen Bedingungen mit sehr kalten Wintern und heißen Sommern und verfügt über eine außergewöhnlich vielfältige Flora und Fauna, die sich an die rauen Bedingungen angepasst hat. Das Gebiet weist auch eine beträchtliche Vielfalt an Wüstenökosystemen auf, die sich über eine Strecke von mehr als 1500 Kilometern von Ost nach West erstrecken. |
| transnational: Tadschikistan, Turkmenistan, Usbekistan | Seidenstraßen: Zarafshan-Karakum-Korridor (Lage)                                                                 | K   | 1675 | Der Zarafshan-Karakum-Korridor entlang der Seidenstraße stellt einen der bedeutendsten Abschnitte. Der Abschnitt galt wegen seiner Ost-West-Ausrichtung und seiner Verbindung zu anderen Korridoren als Schmelztiegel der Ethnien, Kulturen und Religionen. Die Architektur der Stätten zeugen davon. |

Bei folgenden Welterbestätten wurden signifikante Änderungen ihrer Grenzen beschlossen:
| Vertragsstaat(en)                  | Bezeichnung                                                   | Typ | Ref. | Anmerkungen |
| ---------------------------------- | ------------------------------------------------------------- | --- | ---- | --- |
| Madagaskar                         | Andrefana-Trockenwälder (Lage)                                | N   | 494  | Erweiterung des Nationalpark Tsingy de Bemaraha um fünf Schutzgebiete (Naturreservat Analamerana, Naturreservat Ankarana, Nationalpark Ankarafantsika, Nationalpark Kirindy-Mitea, Nationalpark Tsimanampetsotsa). Die neuen Teile decken fast das gesamte Spektrum der ökologischen und evolutionären Vielfalt der westlichen Wälder Madagaskars von Norden nach Süden ab, einschließlich der westlichen Trockenwälder und des südwestlichen Stachelwalddickichts. Sie beherbergen eine spektakuläre Vielfalt an endemischen und bedrohten Arten, darunter Affenbrotbäume, Flammenbäume (Delonix) sowie einzigartige evolutionäre Linien wie die Mesitornithiformes, eine 54 Millionen Jahre alte Vogelordnung. |
| Portugal                           | Historisches Zentrum von Guimarães und die Couros-Zone (Lage) | K   | 1031 | Altstadt von Guimarães und die Couros-Zone |
| Vietnam                            | Bucht von Halong und Cát-Bà-Archipel (Lage)                   | N   | 672  | |
| transnational: Aserbaidschan, Iran | Hyrkanische Wälder (Lage)                                     | N   | 1584 | Erweiterung der bereits bestehenden Welterbestätte im Iran um zwei Gebiete im aserbaidschanischen Hirkan-Nationalpark. |
| transnational: Benin, Togo         | Koutammakou – Land der Batammariba (Lage)                     | K   | 1140 | Dies ist eine Erweiterung der bereits bestehende Welterbestätte der Koutammakou-Landschaft im Nordosten Togos. Die Erweiterung liegt im benachbarten Benin und verkörpert die charakteristische und ursprüngliche Landnutzung der Batammariba. |

### Rote Liste
Alle drei im Januar neu in die Welterbeliste aufgenommenen Stätten wurden gleichzeitig auf die Liste des gefährdeten Welterbes („Rote Liste“) gesetzt. Ebenso wurde das Historische Zentrum von Lwiw und die Sophienkathedrale und die zugehörigen Klosterbauten in Kiew auf die Rote Liste gesetzt.